# Škola primenjenih umetnosti Šabac
Škola primenjenih umetnosti je škola u kojoj se stiču i razvijaju veštine u okviru deset umetničkih zanimanja. U školi se unapređuju znanja o sopstvenoj kulturi i tradiciji, kao i o drugim savremenim i klasičnim kulturama, prepoznaje univerzalni jezik umetnosti, stiče osetljivost za estetske i duhovne dimenzije ljudskog iskustva. Najveći broj učenika naše škole upisuje upravo visokoškolske institucije primenjenih i likovnih umetnosti, a određeni broj učenika ostaje u svetu rada, baveći se izabranim zanimanjem.
Nastavni plan i program Škole primenjenih umetnosti podrazumeva ishode u učenju koji se kreću od izrade replika (na taj način se stiču znanja o tradicionalnim tehnikama), ali samo kao osnove za dalji razvoj kreativnosti i procesa dizajna koji obuhvata idejno rešenje, razradu skica, projekata i samu realizaciju u materijalu.
Područje rada Škole - kultura, umetnost i javno informisanje odredilo je sam duh Škole u kojoj se neguju tolerancija, partnerstvo i saradnja sa institucijama kulture i, kao takva, Škola sa svojim brojnim izložbama i aktivnostima ima posebno mesto na kulturnoj i umetničkoj mapi naših prostora.

## Istorijat
Škola primenjenih umetnosti iz Šapca je osnovana 1993. godine pod nazivom Škola za umetničke zanate (naziv je promenjen 2012. godine), mada se u javnosti odomaćio naziv umetnička škola po kojem je prepoznatljiva. Škola predstavlja zbir kreativnih radionica u kojoj učenici detaljno upoznaju tehničku, estetsku i duhovnu stranu umetničkih zanata.
Školovanje traje četiri godine, a svake godine u školu se upisuje 84 učenika.

## O školi
O zavidnom nivou pedagoškog rada profesora svedoči aktivna izlagačka delatnost Škole primenjenih umetnosti. Pored toga što se u školskoj galeriji priređuju izložbe učenika, kao i samostalne izložbe bivših đaka škole, uspešan rad učenika i profesora kontinuirano se predstavlja na godišnjim izložbama u Narodnom muzeju u Šapcu, na tradicionalnim godišnjim izložbama maturanata u Kulturnom centru Šabac, kao i u Biblioteci šabačkoj. Osim toga, škola svake godine učestvuje u manifestaciji Noć muzeja, brojnim gradskim manifestacijama i takmičenjima.
Svoja dostignuća u radu i obrazovanju Škola primenjenih umetnosti je predstavila na izložbama u mnogim uglednim institucijama kulture širom Srbije i inostranstva.

## Obrazovni profili
- stilski krojač

Obrazovni profil stilski krojač je najatraktivniji za učenike koji žele da se bave dizajnom tekstila i modom. Dodir tkanine, belina čipke i lepota veza, zvuk mašine u krojačkom ateljeu stvaraju inspirativnu atmosferu neophodnu u procesu izrade jedinstvenog stilskog kostima ili savremenog odevnog komada. Učenici sa svojim kolekcijama učestvuju na mnogobrojnim modnim revijama.
- grnčar

Obrazovni profil grnčar je kreativno zanimanje u kojem je tradicionalna veština izrade predmeta od gline upotpunjena savremenim keramičkim dizajnom. Glina se oblikuje na više načina (modelovanjem alatkama, tokarenjem na grnčarskom točku, kvečovanjem ili livenjem u kalupe), zatim se suši i peče u keramičkoj peći. Nakon pečenja sledi glaziranje predmeta koje učenici posebno vole, jer tek tada predmet dobija svoj konačan estetski izgled.
- firmopisac kaligraf

Firmopisac kaligraf je zanimanje koje pruža velike kreativne mogućnosti u spajanju modernog i tradicionalnog. Korišćenjem likovnih elemenata i principa grafičkog oblikovanja učenici kreiraju različite grafičke proizvode (plakat, poster, katalog, reklamni pano, korice knjiga…). U savremeno opremljenim kabinetima, korišćenjem softverskih programa mogu realizovati i najkreativnije ideje.
- aranžer

Na obrazovnom profilu aranžer učenici se osposobljavaju za praktično i estetsko aranžiranje, umetničko oblikovanje reklamno-prodajnih prostora, uređenje pozorišnih i televizijskih scena, kao i dizajniranje izložbenih i prodajnih predmeta. Nakon početne ideje sledi izrada skica i maketa (korišćenjem kompjuterskih grafičkih programa) a zatim estetsko komponovanje oblika - ukrasnih elemenata od prirodnih i veštačkih materijala u određenom prostoru.
- konzervator kulturnih dobara

Na obrazovnom profilu konzervator kulturnih dobara učenici osim nanošenja pozlate, savladavaju i tehniku ikonopisa, restauriraju stare pozlate i predmete, crtaju i slikaju tehnikama starih majstora što predstavlja jedinstven proces koji zahteva talenat, smirenost i postupnost.
- konzervator kulturnih dobara-preparator zidnog i štafelajnog slikarstva

Na obrazovnom profilu konzervator kulturnih dobara-preparator zidnog i štafelajnog slikarstva učenici se bave postupcima koji podrazumevaju čuvanje već stvorenog i zahtevaju poznavanje slikarskih tehnika, tehnologije materijala, konzerviranja i restauriranja, postupaka koji odlažu propadanje materijala, uz neophodna znanja i veštine vernog kopiranja originala sa ciljem da se eksponatu vrati prvobitni izgled.
- juvelir umetničkih predmeta

Na obrazovnom profilu juvelir umetničkih predmeta učenici se bave dizajniranjem i pravljenjem nakita od svih vrsta materijala (zlato, srebro, bakar, mesing, plastika, keramika, drvo...). Akcenat je stavljen na ručnu izradu nakita, uz upotrebu reznih alata, pri čemu se vodi računa da se upotrebom savremenih tehnologija i alata ne izgubi osnovni cilj ručne izrade.
- graver umetničkih predmeta

Na obrazovnom profilu graver umetničkih predmeta učenici se upoznaju sa alatima za ručno i mašinsko graviranje i materijalima kao što su: srebro, zlato, aluminijum, mesing, kamen (granit) i staklo. Akcenat se stavlja na ručno graviranje na nakitu od zlata i srebra, na staklenim predmetima i kamenu. Najzastupljeniji su biljni i životinjski motivi, grbovi, inicijali, rozete u staklu i kamenu itd.

## Galerija slika
- Aranžer; 3D origami
- Grnčar; Figura, kiwi
- Juvelir; Kandilo
- Stilski krojač; Viktorijanski kostim

## Spoljašnje veze
- Zvanični veb-sajt
- „Škola primenjenih umetnosti Šabac”. You Tube. Приступљено 18. 2. 2019.
- „Škola primenjenih umetnosti Šabac”. facebook. Приступљено 18. 2. 2019.